# Ordre de l'Insigne d'honneur
L'ordre de l'Insigne d'honneur (en russe : орден «Знак Почёта») est un ordre civil soviétique.

## Description
Il est institué le 25 novembre 1935 et décerné aux citoyens de l'Union soviétique en récompense d'accomplissements dans les domaines de l'économie, la littérature, les arts ou autres activités civiles, le renforcement des liens économiques, scientifiques et technologiques de l'URSS avec les autres pays, ainsi que pour des travaux significatifs en recherche fondamentale et appliquée.
L'ordre de l'Insigne d'honneur a été remplacé par l'ordre de l'Honneur le 28 décembre 1988 par décret du præsidium du Soviet suprême de l'URSS.
La médaille de l'ordre a été décernée au total 1 580 850 fois.